# 祖魯棕蝠冠狀病毒
祖魯棕蝠冠狀病毒（NeoCoV、Coronavirus Neoromicia/PML-PHE1/RSA/2011）是乙型冠狀病毒屬的一種病毒，於2011年在南非的祖魯棕蝠（Neoromicia zuluensis）糞便樣本中發現，此病毒可能是已知冠狀病毒中與中東呼吸症候群冠狀病毒（MERS-CoV）關係最為接近者。此病毒可能是使用血管紧张素转化酶2（ACE2）為受體感染蝙蝠細胞。

## 基因組
祖魯棕蝠冠狀病毒的基因組約長30000nt，編碼冠狀病毒皆有的複製酶（1a/1b）和刺突蛋白（S）、膜蛋白（M）、外膜蛋白（E）與衣殼蛋白（N）等四種結構蛋白，另有3、4a、4b、5與8b等五個開放閱讀框編碼輔助蛋白。
祖魯棕蝠冠狀病毒雖與MERS-CoV關係最為接近，但其刺突蛋白中的S1序列和MERS-CoV的差異較大，而是與刺蝟冠狀病毒的較為接近，有學者認為其可能為非洲的刺蝟冠狀病毒和蝙蝠冠狀病毒重組的產物。